# خيسوس هرنانديز (لاعب كرة قدم)
خيسوس هرنانديز (بالإسبانية: Jesús Hernández) (6 يناير 1993 في فنزويلا - ) هو لاعب كرة قدم فنزويلي في مركز الهجوم.

## وصلات خارجية
- خيسوس هرنانديز على موقع قاعدة بيانات كرة القدم.إي يو (الإنجليزية)
- خيسوس هرنانديز على موقع Soccerway.com (الإنجليزية)